# Kriminologisk psykologi
Kriminologisk psykologi er det psykologiske studie af kriminel adfærd samt samfundets reaktioner og fænomener i relation hertil. Dette omfatter blandt andet retspsykologi, politipsykologi og kriminogenese (kriminalitetens årsager).
I studiet af kriminalitetens årsager forfølges biologiske og psykologiske teorier, herunder forbindelsen mellem kriminel adfærd og psykiske lidelser, som f.eks. psykoser eller adfærds- og personlighedsforstyrrelser som psykopati og pædofili.